# Delio Cantimori
Delio Cantimori (Russi, 30 agosto 1904 – Firenze, 13 settembre 1966) è stato uno storico e politico italiano.

## Biografia
Delio Cantimòri fu il primogenito dei tre figli di Carlo e Silvia Sintini. Dal 1919 al 1922 frequentò il ginnasio e il primo anno di Liceo classico a Ravenna e concluse il percorso liceale al Liceo ginnasio Giovan Battista Morgagni di Forlì, conseguendovi la maturità nel 1924. Nel novembre di quello stesso anno vinse il concorso per allievo interno alla Scuola Normale Superiore di Pisa, iscrivendosi alla facoltà di lettere e filosofia. Cantimori vi stabilì duraturi rapporti di amicizia con molti normalisti e professori, tra i quali Aldo Capitini, Umberto Segre e il gentiliano Giuseppe Saitta, suo insegnante di storia della filosofia. All'amico, cattolico, Michele Maccarrone, conosciuto a Forlì, Cantimori consigliò di tentare il concorso alla Normale: Maccarrone in effetti lo vinse. Il successivo rapporto tra i due, però, non fu facile per divergenze di ideali.
Cantimori, di famiglia mazziniana, aderì in questi anni a un fascismo di impronta repubblicana e anticlericale, rappresentato dal mensile, fondato da Saitta e Leandro Arpinati, «Vita Nova», al quale collaborò dal 1927 al 1932. Il fascismo corporativista, sintesi tra le due estreme esigenze del comunismo e della reazione, e lo Stato autoritario fascista, rivoluzionario in quanto anti-capitalista, era visto essere il coronamento della vicenda risorgimentale italiana, secondo le tesi svolte da Gentile, da Volpe e dal Saitta.
Si laureò il 21 giugno 1928 discutendo col Saitta la tesi Ulrico di Hutten e le relazioni tra Rinascimento e Riforma, che pubblicò nel 1930 con qualche rimaneggiamento e con il titolo Ulrich von Hutten e i rapporti tra Rinascimento e Riforma. Rappresentava il deciso virare degli interessi del Cantimori allo studio del Rinascimento, già annunciato nel 1927 con Il caso Boscoli e la vita del Rinascimento, pubblicato nel «Giornale critico della filosofia italiana», e alle ricerche sul movimento ereticale sviluppatosi nel Rinascimento italiano, espressione della complessità conflittuale del rapporto che univa nel Cinquecento la cultura alla società civile. Nello stesso segno vanno le sue Osservazioni sui concetti di cultura e di storia della cultura (1928), il Bernardino Ochino, uomo del Rinascimento e riformatore (1929), e il saggio Sulla storia del concetto di Rinascimento (1932).
Nel 1929 vinse il concorso per la cattedra di storia e filosofia per i licei e divenne insegnante al liceo classico Giovanni Maria Dettori di Cagliari, dove ha, tra i suoi allievi, il futuro romanziere Giuseppe Dessì. Nel 1931 prese la seconda laurea in Letteratura tedesca presso l'Università di Pisa e si trasferì al liceo classico "Ugo Foscolo" di Pavia. Ottenuta una borsa di studio, si trasferì a Basilea per studiare teologia all'Università, dove conobbe tra gli altri il teologo protestante Karl Barth. Tornò in Italia nel luglio del 1932 e, grazie a un'altra borsa di studio, nel 1933 partì per un soggiorno di un anno in Svizzera, in Austria, in Germania, in Polonia e in Inghilterra, raccogliendo molto materiale documentario per il suo progetto di uno studio sugli eretici italiani del Cinquecento.
Nel 1934 Giovanni Gentile gli offrì il posto di assistente all'Istituto Italiano di Studi Germanici di Roma come redattore della rivista dell'Istituto e direttore della biblioteca. Nel 1936 pubblicò per Sansoni una serie di scritti di Carl Schmitt, aperti da un suo saggio, titolandoli "Principi politici del nazionalsocialismo".
Nel 1939 vinse il concorso alla cattedra di Storia Moderna alla Facoltà di Magistero dell'università di Messina; nel 1940 infine tornò alla Normale chiamato da Gentile come consulente del Dizionario di politica del PNF.
Verso la fine degli anni trenta si avvicinò al Partito Comunista d'Italia, anche per l'influenza della moglie Emma Mezzomonti (nata Mittempergher a Bolzano), militante comunista. Interrotto l'insegnamento nel periodo della Repubblica di Salò, riprese il suo posto alla Normale alla fine del 1944, con la nomina di Luigi Russo a direttore della Scuola. Nel 1948 si iscrisse al PCI, da cui uscì nel 1956 in seguito ai fatti d'Ungheria. In questo periodo fu consulente editoriale per l'Einaudi, scrisse sul «Politecnico» e su «Società». Tra il 1951 e il 1952 tradusse con la moglie il primo libro del Capitale di Karl Marx. Dopo l'uscita dal PCI i suoi interessi si allontanarono dall'attualità e si orientarono di nuovo allo studio del Cinquecento.
Morì cadendo accidentalmente dalle scale della sua biblioteca personale il 13 settembre 1966. La moglie lo seguì tre anni dopo a causa di un male incurabile.

## Biblioteca ed archivio personale
L'archivio personale di Cantimori, comprendente il carteggio, atti e documenti personali, manoscritti, materiali preparatori, testi di conferenze, lezioni, discorsi, è consultabile presso la Scuola Normale di Pisa nel Fondo Cantimori; la sua biblioteca, per la parte relativa ai libri antichi, rari e manoscritti è consultabile presso il Palazzo del Capitano mentre il materiale moderno è stato inglobato nella Biblioteca ed è consultabile dal Catalogo online.

## Il dibattito storiografico sulla figura di Cantimori
Nel contesto di una riflessione, sul passaggio di numerosi intellettuali italiani dal fascismo al comunismo dopo la caduta del regime, negli anni duemila alcuni storici, in particolare Eugenio Di Rienzo, Paolo Simoncelli e Nicola D'Elia si sono interessati alla figura di Cantimori, personaggio rilevante della cultura italiana del Novecento, e al tempo stesso personalità tormentata, complessa e sfuggente, al punto che nel 1935 Benedetto Croce,  non capendo “quale fosse la fede politica del Cantimori”, ne sottolineava la “confusione e contraddizione degli atteggiamenti mentali e morali”.
Adriano Prosperi, allievo di Cantimori, ha sempre difeso con ostinazione l'antico maestro, rigettando risolutamente il "nazionalbolscevismo" attribuitogli, accusando diversi studiosi (Eugenio Di Rienzo, Ernesto Galli della Loggia, Giuseppe Bedeschi, Pietro Citati, Piero Craveri) di voler "crocifiggere in lui gli "errori" dell'Italia novecentesca, equamente divisi tra due Moloch, fascismo e comunismo" e farne "un capro espiatorio di tutti i mali del passato italiano".
Prosperi, inoltre, ha collegato la "conversione democratica" di Cantimori alle ricerche intraprese dall'inizio degli anni Trenta sugli eretici italiani del Cinquecento, diversamente dall'opinione di altri studiosi, come Roberto Pertici e Patricia Chiantera Stutte, che hanno criticato le interpretazioni di Di Rienzo, Simoncelli e D'Elia, i quali ritengono che l'abbandono dell'ideologia fascista da parte di Cantimori sia stato molto più tardivo. Prosperi ha accusato questi studiosi di ripercorrere le vicende "con una curiosità spesso malignamente deformante e spesso paurosamente superficiale, pur nell'accumulo di inediti di ogni tipo", sostenendo che già la voce Cantimori redatta da Piero Craveri per il Dizionario Biografico degli Italiani (vol. 14, 1974) fosse "assai discutibile", e tacciando Pietro Citati (studente della Normale dal 1947 al 1951) di "maramalda ferocia goliardica" per aver fatto un ritratto sarcastico di Cantimori su La Repubblica.
Per la sua vivace difesa del maestro, Prosperi è stato accusato da Di Rienzo di "uso politico della storia" e di volere aprioristicamente "santificare" Cantimori come un "figurino liberal-democratico-progressista". Il giornalista Dino Messina ha scritto sulle pagine del Corriere della Sera: "Quel che Prosperi vuol difendere è il metodo scientifico di uno studioso, uno dei maggiori del Novecento, «instancabile e attentissimo nell'analizzare i veleni ideologici diffusi nella pratica storiografica», e tanto onesto da essere capace di un'«impietosa autoanalisi» per denunciare i suoi stessi errori. Ma in tanta veemenza, ricerca della scienza e del vero metodo storico, Prosperi commette un errore che lui stesso definirebbe «ideologico»".
Il filosofo Giuseppe Bedeschi ha dichiarato: "Prosperi confonde il piano scientifico con quello politico". Ed ancor più duro è stato lo storico Di Rienzo, che inserisce le sue accuse in un discorso legato ad una egemonia culturale da parte del PCI: "La verità è che Prosperi crea dei santuari della memoria: di alcuni si può dire tutto e di altri nulla (...) Il rapporto tra Cantimori e il fascismo è ancora poco indagato. Non è stata mai pubblicata, ad esempio, la voce "Onore" scritta per il Dizionario di politica del Partito nazionale fascista, in cui lo storico sottolineava la valorizzazione di questo sentimento nel nazismo, conformemente all'antico diritto germanico. Una delle leggi razziste di Norimberga si chiamava "legge per la difesa del sangue e dell'onore tedesco". Mi sembra una scoperta di un certo peso. Come mai Gioacchino Volpe, che aveva criticato le leggi razziali, pagò con l'epurazione dall'insegnamento la sua adesione al fascismo, Giovanni Gentile, che aveva impedito la pubblicazione di voci antisemite sull'Enciclopedia italiana, fu addirittura ucciso, mentre Cantimori se la cavò senza una critica? Non vorrei pensare che in questo abbia pesato il suo avvicinamento al PCI. Cantimori non fu neppure sfiorato dai processi di epurazione così come non venne toccato Curzio Malaparte, protetto personalmente da Palmiro Togliatti (...) Qui si vuol difendere un'egemonia culturale a ogni costo. Prosperi parla delle carte di Cantimori custodite alla Normale: perché alcuni ricercatori non riescono a consultarle? Ci arrivano soltanto gli studiosi embedded".
Similmente a Di Rienzo si è espresso Paolo Simoncelli: "fino agli inizi degli anni Novanta Cantimori era considerato una specie di santo della cultura di sinistra, da proteggere in una nicchia. E lo stesso Prosperi, allievo di Cantimori, rivela che esiste ancora un nervo scoperto. Non è un segreto che a metà degli anni Settanta il Dizionario biografico degli italiani censurò la voce "Cantimori" scritta da Domenico Caccamo, che rivelava i trascorsi fascisti dello studioso, che non era soltanto un uomo del regime, ma un giovane intellettuale con forti simpatie per il nazionalsocialismo anticapitalista e uno dei pochi a partecipare all'avventura del nazionalbolscevismo, su cui si sa ancora poco (...) Quando De Felice finì il primo volume della sua monumentale monografia, Mussolini il rivoluzionario, consegnò una copia del dattiloscritto al maestro Cantimori, che si emozionò tanto da riempire quelle pagine di note a margine ricche di testimonianze personali. Nessuno può accedere a quel dattiloscritto, perché la moglie di Cantimori pose un vincolo severissimo".

## Opere

### Saggi
- Ulrico von Hutten e i rapporti fra Rinascimento e Riforma, Annali della R. Scuola Normale Superiore, Pisa, Tipografia Editrice Pacini Mariotti, 1930; a cura di Adriano Prosperi, Torino, Aragno, 2022.
- Fascismo, nazionalismi e reazioni, in Vita Nova. Pubblicazione quindicinale illustrata dell'Università Fascista di Bologna, anno VII, n. 1, gennaio 1931, pp. 3-6.
- Eretici italiani del Cinquecento. Ricerche storiche, Sansoni, Firenze, 1939 (1ª edizione), 1967 (2ª edizione); con il saggio «Prospettive di storia ereticale italiana» e altri scritti, Introduzione e note di Adriano Prosperi, Bibliografia di Vincenzo Lavenia, Collana Biblioteca di cultura storica n.193, Einaudi, 1992-1997, ISBN 978-88-061-3024-4; Collana Einaudi Tascabili. Storia n.991, Einaudi, 2002; Collana Piccola Biblioteca. Nuova serie, Einaudi, 2009, 978-88-062-0032-9.
- Utopisti e riformatori italiani. 1794-1847. Ricerche storiche, Collezione Biblioteca storica, Firenze, Sansoni, 1943 (1ª edizione); A cura di Lucio Biasiori e Francesco Torchiani, Prefazione di A. Prosperi, Collana Saggi. Storia e scienze sociali, Roma, Donzelli, 2021, ISBN 978-88-552-2046-0.
- Il 1848-1849. Conferenze fiorentine di C. Barbagallo, G. Sereni, L. Russo, I. Pizzetti, A. Levi, R. Baccelli, A. C. Temolo, D. Cantimori, R. Salvatorelli, Introduzione di G. Calò, Firenze, Sansoni, 1950 (1ª edizione).
- Studi di storia, Collana Biblioteca di cultura storica, Torino, Einaudi, 1959-1969.
- Prospettive di storia ereticale italiana del Cinquecento, Bari, Laterza, 1960.
- Lutero, Collana I Protagonisti della Storia Universale n.16, Roma-Milano, CEI[14], 1966.
  -  Lutero, Introduzione di A. Prosperi, Collana Variazioni, Pisa, Edizioni della Normale, 2018, ISBN 978-88-764-2614-8.
- Conversando di Storia, Biblioteca di cultura moderna, Bari, Laterza, 1967. [raccolta degli scritti apparsi sulla rivista genovese «Itinerari»]
- Storici e Storia. Metodo, caratteristiche e significato del lavoro storiografico, Collana Paperbacks n.23, Torino, Einaudi, 1971, ISBN 978-88-063-0916-9.
- Umanesimo e religione nel Rinascimento, Collana Piccola Biblioteca, Torino, Einaudi, 1975-1980, ISBN 978-88-064-2986-7.
- Studi di storia. Volume primo. Divagazioni sullo storicismo. Approssimazioni marxiste, Collana Reprints, Torino, Einaudi, 1976, ISBN 978-88-064-5526-2.
- Studi di storia. Volume secondo. Umanesimo, Rinascimento, Riforma, Collana Reprints, Torino, Einaudi, 1976, ISBN 978-88-064-5534-7.
- Studi di storia. Volume terzo. Critici, rivoluzionari, utopisti e riformatori sociali. Commenti, lettere, Collana Reprints, Torino, Einaudi, 1976, ISBN 978-88-064-5542-2.
- Tre saggi su Jünger, Moeller van den Bruck, Schmitt, Settimo Sigillo, 1985 [scritto nel 1935]
- Politica e storia contemporanea. Scritti 1927-1942, a cura di Luisa Mangoni, Collana Biblioteca di cultura storica, Torino, Einaudi, 1991, ISBN 978-88-061-2509-7.
- Machiavelli, Guicciardini, le idee religiose del Cinquecento, Postfazione di A. Prosperi, Pisa, Edizioni della Normale, 2014, ISBN 978-88-764-2492-2.
- Il furibondo cavallo ideologico. Scritti sul Novecento, a cura di F. Torchiani, Collana Saggi, Macerata, Quodlibet, 2019, ISBN 978-88-229-0313-6.

### Curatele
- Giacobini italiani, Collezione Scrittori d'Italia, Bari, Laterza, 1936.
- Camillo Benso di Cavour, Discorsi parlamentari, Collana Universale n.63, Torino, Einaudi, 1942, 1962.

### Traduzioni
- Frederic C. Church, I Riformatori italiani, a cura di trad. e cura di D. Cantimori, 2 voll., Firenze, La Nuova Italia, 1935. - Milano, Il Saggiatore, 1967.
- Johann Gustav Droysen, Sommario di Istorica, trad. e cura di D. Cantimori, Collezione La Meridiana, Firenze, Sansoni, 1943. - Collezione Biblioteca, Sansoni, 1967.

### Introduzioni
- Roland H. Bainton, Lutero, Collana Biblioteca di cultura storica, Torino, Einaudi, 1960.
- Renzo De Felice, Storia degli Ebrei italiani sotto il fascismo, Biblioteca di cultura storica n.68, Torino, Einaudi, 1961.
- Johan Huizinga, La crisi della civiltà, traduzione di Barbara Allason, Collana NUE n.15, Torino, Einaudi, 1963.
- Erasmo da Rotterdam, Elogio della pazzia, a cura di Tommaso Fiore, Collana NUE n.39, Torino, Einaudi, 1964.
- Renzo De Felice, Mussolini il rivoluzionario 1883-1920, Biblioteca di cultura storica n.83, Torino, Einaudi, 1965.
- Max Weber, Il lavoro intellettuale come professione, traduzione di Antonio Giolitti, Collana NUE n.74, Torino, Einaudi, 1966.
- Martin Lutero, Discorsi a Tavola, a cura di Leandro Perini, Collana NUE n.105, Torino, Einaudi, 1969.
- Roland H. Bainton, La Riforma protestante, Collana Piccola Biblioteca, Torino, Einaudi, 1974.
- Carlo Dionisotti, Chierici e laici, Novara, Interlinea, 1995.

### Epistolari
- The Correspondence of Roland H. Bainton and Delio Cantimori, 1932-1966: an Enduring Transatlantic Friendship between two Historians of Religious Toleration, with an Appendix of Documents, Edited by John Tedeschi, Firenze, L. S. Olschki, 2002.
- D. Cantimori-Gastone Manacorda, Amici per la storia. Lettere 1942-1966, A cura di Albertina Vittoria, Roma, Carocci, 2013, ISBN 978-88-430-6914-9.
- Animus comune. Le lettere di Werner Kaegi a Delio Cantimori, a cura di Patricia Chiantera Stutte, Pisa, Edizioni della Normale, 2020.
- D. Cantimori-Arnaldo Momigliano, La coscienza del tempo, a cura di Pasquale Terracciano, Pisa, Edizioni della Normale, 2020, ISBN 978-88-764-2676-6.